# Nanningaspis zengi
Nanningaspis zengi è un pesce agnato estinto, appartenente ai galeaspidi. Visse nel Devoniano inferiore (circa 410 - 407 milioni di anni fa) e i suoi resti fossili sono stati ritrovati in Cina.

## Descrizione
Questo pesce era un galeaspide di grandi dimensioni: il solo scudo cefalico era lungo circa 23 centimetri e largo 17 centimetri. Era dotato di un processo rostrale simile a un bastone, mentre le aperture orbitali erano poste in zona dorsolaterale sullo scudo cefalico. Il margine laterale dello scudo era liscio. Una delle caratteristiche fondamentali di Nanningaspis era data dall'ampiezza della regione esterna dello scudo cefalico, molto piatta e ampia, circa un quarto dell'ampiezza dell'intero scudo. L'ornamentazione era composta da tubercoli granulari. Come tutti i galeaspidi, anche Nanningaspis possedeva un'apertura mediana posta dorsalmente nello scudo cefalico.

## Classificazione
Nanningaspis fa parte di una particolare famiglia di galeaspidi, i Gumuaspididae, caratterizzata da scudi cefalici eccezionalmente larghi e appiattiti nella parte esterna. Nanningaspis zengi venne descritto per la prima volta nel 2018, sulla base di resti fossili rinvenuti zona di Nanning, nella regione autonoma dello Guangxi Zhuang in Cina, in terreni risalenti al Devoniano inferiore.

## Paleoecologia
Nanningaspis doveva essere un animale che viveva nel fondale, probabilmente infossato nella sabbia. L'apertura mediana serviva probabilmente a immettere acqua nel corpo, dove poi veniva usata per la respirazione ed espulsa dalle branchie poste nella parte inferiore del corpo. Un sistema analogo si riscontra nelle torpedini e razze attuali.